# 埃马纽埃尔·尤·唐科
埃马纽埃尔·尤·唐科（英語：Emmanuel Yaw Donkor，1994年1月13日—），加納男子羽毛球運動員。

## 簡歷
2017年7月，埃马纽埃尔·尤·唐科出戰貝寧羽毛球國際賽，與斯特拉·科蒂凯·阿马萨合作拿得混合雙打比賽亞軍。

## 主要比賽成績
只列出曾進入準決賽的國際賽事成績：
| 年份   | 賽事                         | 公開賽級別 | 項目     | 搭檔                 | 成績   |
| ------ | ---------------------------- | ---------- | -------- | -------------------- | ------ |
| 2013年 | 南非羽毛球國際賽             | 未來系列賽 | 男子雙打 | 丹尼尔·山姆          | 準決賽 |
| 2015年 | 尼日利亞羽毛球國際賽         | 國際系列賽 | 男子雙打 | 丹尼尔·山姆          | 準決賽 |
| 2016年 | 羅斯希爾羽毛球國際賽         | 未來系列賽 | 混合雙打 | 吉芙蒂·门萨          | 亞軍   |
| 2016年 | 非洲羽毛球團體錦標賽         | 其他       | 男子團體 | －                   | 季軍   |
| 2017年 | 科特迪瓦羽毛球國際賽         | 未來系列賽 | 混合雙打 | 斯特拉·科蒂凯·阿马萨 | 準決賽 |
| 2017年 | 貝寧羽毛球國際賽             | 未來系列賽 | 混合雙打 | 斯特拉·科蒂凯·阿马萨 | 亞軍   |
| 2017年 | 拉各斯羽毛球國際挑戰賽       | 國際挑戰賽 | 男子單打 | －                   | 準決賽 |
| 2017年 | 拉各斯羽毛球國際挑戰賽       | 國際挑戰賽 | 混合雙打 | 斯特拉·科蒂凯·阿马萨 | 準決賽 |
| 2018年 | 全非洲羽毛球男女子團體錦標賽 | 其他       | 男子團體 | －                   | 季軍   |

| 2007-2017年 | 首要超級賽 | 超級賽 | 黃金大獎賽 | 大獎賽 | 國際挑戰賽 | 國際系列賽 | 未來系列賽 | 其他 |

| 2018-2026年 | 總決賽 | 超級1000賽 | 超級750賽 | 超級500賽 | 超級300賽 | 超級100賽 | 國際挑戰賽 | 國際系列賽 | 未來系列賽 | 其他 |